# Ozola dissimilis
Ozola dissimilis là một loài bướm đêm trong họ Geometridae.